# サンチェ (サンフレッチェ広島)
サンチェは、Jリーグ・サンフレッチェ広島のマスコットである。以下、サンチェとともにその彼女であるフレッチェについても記載する。

## 概要
中国山地に生息するツキノワグマをモチーフ。1992年に「サンチェ君」が登場、2000年からはガールフレンドの「フレッチェちゃん」が登場している。ちなみに結婚はしていない。2体とも広島県安芸高田市中国山地地内生まれで3月20日生まれという設定がある。
サンチェは、名前は英語のサンキュー、イタリア語のグラッチェから一部を取り、サンフレッチェというチーム名を短縮。初代サンチェは石津孝がデザインしたもので、初代総監督・今西和男をモデルにしていた。一方で当時の着ぐるみは一般的に知られている初代サンチェとは全く異なっており、その姿を“強面”と評するものもいる。背番号は320。
フレッチェは、名前は新鮮さや若々しさ、みずみずしさ、清純さを意味する英語フレッシュから。公募で決定。背番号は903。
双方ともに数年ごとにマイナーチェンジしている。これはボディサイズの変化（人間でいうと大人から子供へ）、ユニフォームの完全着用（モデルチェンジ前はシャツのみ）が主である。2014年2月には、サンチェ・フレッチェとも黒目が大きくなりキャッチライトが入るなど、着ぐるみのリニューアルが発表された。当時のメディアではリニューアルやマイナーチェンジではなく“整形”と表現している。
なおデザインのリニューアルについては公式には世代交代とされている。ツイートによれば初代は「サンチェのじっちゃん」で、2021年現在のキャラは正式には「サンチェジュニア」、通称が「サンチェ」だという。

### テコ入れ
2013年J's GOALが実施した「マスコット総選挙」でサンチェが37体中32位と順位が低迷するなど、サポーターからの人気はあまり高くなかったため、クラブ主導でテコ入れを行った。2013年9月にはチーム側が第3のキャラクターとして「こやのん」を投入し、サンチェを“四流”“大根役者”“ゆとりグマ”と呼ぶなど格下に扱い、いわゆる「いじられキャラ」としてキャラ立ちを目指した。
2014年2月、整形（デザイン変更）もありFUJI XEROX SUPER CUP2014で、同大会に集まる全37体のマスコットで実施された「センターポジション争奪！Jリーグマスコット総選挙」では2位を獲得し、同年12月30日発表の「第3回輝く!Jリーグマスコット大賞」にてマスコット大賞に選出された。
翌2015年のFUJI XEROX SUPER CUP2015で行われたJリーグマスコット選挙では、次は1位をと“うちわ”を作成し配布したり、選挙管理委員会にワインを贈与したりしている。このきわどいネタの甲斐あってか、見事に優勝した。2016年は3位だったものの、2017年は2年振りの優勝を果たした。

### サンチェたいそう
サンフレッチェ広島25周年記念事業として、2017年に制作された。堂島孝平が楽曲制作を担当し（作詞はサンチェと堂島の共同名義）、石野理子（アイドルネッサンス(当時。現・赤い公園）が歌唱を担当する。2017年2月25日にエディオンスタジアム広島で行われるJ1開幕節・vs新潟戦で披露された。しかし、サンチェたいそうが製作された2017年シーズン、サンフレッチェはJ2降格危機に迫るなど成績は低迷した。
現在はスタジアムの試合の雰囲気とマッチしないという意見があったため、ハーフタイムでの演技を行わず試合前の場外ステージで行われている。

## 参考資料
- サンフレッチェ広島 / 概要